# Quocient de força de mossegada
El quocient de força de mossegada (QFM) és la regressió del quocient de la força de mossegada d'un animal en newtons dividida per la seva massa corporal en quilograms. No té en compte com d'afilades són les dents ni altres diferències en la forma de les dents, atès que la força total és la mateixa independentment de la superfície sobre la qual s'exerceixi.
Hite et al., que obtingueren dades del quocient de força de mossegada de més mamífers vivents que cap altre equip d'investigadors, fan servir aquesta equació:
{\displaystyle QFM=100\left({\frac {FM}{10^{0.5703(\log _{10}MC)+0.1096}}}\right)}
on FM = força de mossegada (N) i MC = massa corporal (g)

## Selecció de QFM de carnívors
| Animal                      | QFM |
| --------------------------- | --- |
| Pròteles                    | 77  |
| Toixó                       | 109 |
| Os del Tibet                | 44  |
| Os negre americà            | 64  |
| Os bru                      | 78  |
| Gat domèstic                | 67  |
| Guepard                     | 119 |
| Cougar                      | 108 |
| Coiot                       | 88  |
| Cuó                         | 132 |
| Dingo                       | 125 |
| Gos salvatge africà         | 142 |
| Gos domèstic                | 114 |
| Gos cantaire de Nova Guinea | 100 |
| Guineu àrtica               | 97  |
| Geneta tacada               | 48  |
| Guineu grisa                | 80  |
| Guineu roja                 | 92  |
| Llop gris                   | 136 |
| Hiena bruna                 | 113 |
| Hiena tacada                | 119 |
| Jaguar                      | 137 |
| Jaguarundi                  | 75  |
| Lleopard                    | 94  |
| Pantera nebulosa            | 137 |
| Lleó                        | 112 |
| Olingo de Gabbi             | 162 |
| Gat de la sorra             | 130 |
| Os malai                    | 160 |
| Mostela                     | 164 |
| Gat marsupial cuatacat      | 179 |
| Diable de Tasmània          | 181 |
| Tigre                       | 121 |
| Llop marsupial              | 166 |

Fonts: